# Gérard de Brogne
Pour les articles homonymes, voir de Brogne.

Saint Gérard de Brogne, né à Stave (aujourd'hui en Belgique) à la fin du IXe siècle, fonda en 919 à Brogne, aujourd'hui Saint-Gérard, une abbaye bénédictine. Sa renommée en fit un grand réformateur d'établissements monastiques. Il mourut à Brogne en 959. Liturgiquement saint Gérard est commémoré le 3 octobre.

## La jeunesse de Gérard
Saint Gérard est né vers 890 à Stave, petit village du canton de Florennes, au cœur même de l’ancien comté de Lomme, comprenant presque tout l’Entre-Sambre-et-Meuse. Par son père Sancius, Gérard se rattachait à la famille du duc d’Austrasie, et par sa mère, il était neveu d’Étienne, évêque de Liège.
Entre autres domaines, les parents de Gérard possédaient la terre de Brogne.

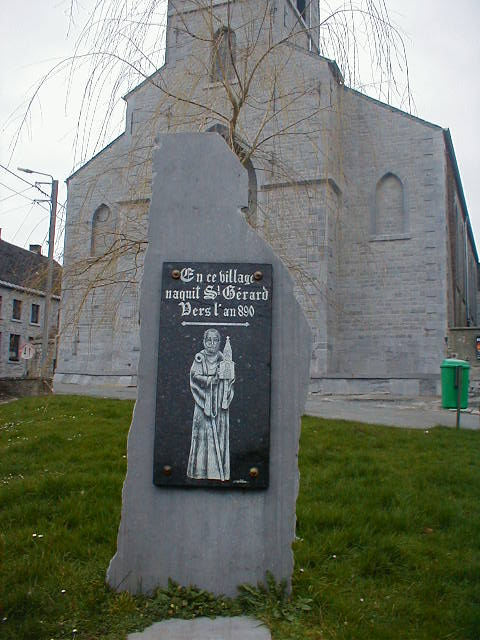
Pierre commémorative dans son village natal de Stave.

C’était un grand domaine enclavé dans un site de la forêt de Marlagne, très étendue à cette époque ; exploitation agricole ou villa et, sans aucun doute aussi, pied-à-terre où les chasseurs se réunissaient de temps à autre.
Une chapelle très ancienne consacrée, dit-on, par saint Lambert de Maastricht à saint Michel et à saint Pierre, y subsistait du temps de Gérard. La tradition y rattache l’existence d'une source et d'un puits remontant à une haute antiquité ; et l’existence de la chapelle Saint-Pierre que l’on voit encore aujourd’hui le long de la grand’route. De bonne heure, les parents de Gérard choisirent pour lui la carrière des armes, selon l’usage de son temps, et il fut admis dès lors en qualité de page à la cour de Béranger, comte de Namur.
Ses vertus et ses dons remarquables lui valurent bientôt la confiance et l’amitié du comte, au point que Gérard acquit en peu de temps une grande influence dans l’administration du comté, et se voyait confier de préférence par Béranger les affaires les plus difficiles.

## La vocation
Militaire de métier, Gérard prend l'habit bénédictin après la mort de son père, le seigneur de Brogne, et fonde une abbaye sur le domaine familial. Selon la tradition, Gérard, en toute occasion, donnait aux choses spirituelles le pas sur les choses corporelles. Ne serait–ce pas au cours d’une partie de chasse, d’une réunion dans son domaine de Brogne, où il avait convié ses jeunes amis, que, s’écartant du groupe bruyant des chasseurs, Gérard vint se recueillir quelques moments dans la vieille chapelle ?
Absorbé dans la prière, il s’y assoupit et, il reçut, dans un songe, les indications et les ordres de l'apôtre saint Pierre. La vision est nette. Il lui faut amener ici les reliques de saint Eugène de Tolède, martyr, et ériger aussitôt un sanctuaire plus vaste à la gloire de Dieu et de saint Eugène, dans la forme révélée par la vision.
Peu après, au cours d'un voyage en France, Gérard, de passage à l'abbaye bénédictine de Saint-Denis près de Paris, y apprend la présence des reliques de saint Eugène et est assez heureux pour en obtenir une partie pour le sanctuaire restauré de Brogne.
L'église paroissiale de Saint-Gérard possède encore aujourd'hui cette insigne relique : l'avant-bras du saint martyr. Elle est exposée à la vénération des fidèles à l'autel latéral de saint Pierre.
Répondant à l'appel divin, Gérard renonce ensuite au monde pour embrasser la vie religieuse des moines bénédictins de l'abbaye de Saint-Denis. Un acte de l'an 919 atteste sa volonté de devenir moine. Quelques années plus tard, il revient, moine et prêtre, dans sa patrie, à la tête de douze autres religieux pour fonder un modeste monastère auprès du sanctuaire de Brogne. Il a le titre d'abbé en 923.

## Le réformateur
Formé à Saint-Denis, près de Paris, il aurait sans doute préféré vivre dans la solitude et la paix de son monastère, mais les seigneurs de Flandre (Arnould le Vieux) et de Hainaut (Gislebert de Hainaut) le mirent fréquemment à contribution pour réformer des monastères sous leur juridiction. Les princes de l'époque, sans être des saints, veillent à la bonne tenue des monastères dans leurs Etats. La biographie de Gérard évoque dix-huit monastères. On est certain que Gislebert lui confia la réforme de l'abbaye de Saint-Ghislain et Arnoul celles des deux abbayes de Gand, Saint-Bavon et Saint-Pierre, et de celles de Saint-Bertin (Saint-Omer) et Saint-Amand.
C'est sur la réforme de Saint-Bertin (en 949) que nous sommes le mieux renseignés, grâce à la chronique de Folcuin (écrite en 961-962), moine de l'abbaye. Si réforme veut bien dire « rétablissement de la discipline religieuse et expulsion des moines récalcitrants », elle comporte également des aspects pratiques comme la prospérité matérielle du monastère (et le recouvrement de son indépendance vis-à-vis des seigneurs locaux) avec renouvellement de la vie intellectuelle et liturgique. Même si elle est contemporaine de la réforme commencée à Cluny (fondée en 910) la réforme de Saint Gérard en est indépendante. C'est lui qui réussira à restaurer Saint-Wandrille.
Ayant renoncé à tous ses titres, Gérard ne garda à la fin de sa vie que celui de Brogne. Il s'éteignit à Brogne (aujourd'hui Saint-Gérard), le 3 octobre 959. Gérard est canonisé par Innocent II, au Concile de Reims, en 1131.